# David Ives
David Ives, né le 11 juillet 1950 à Chicago, est un dramaturge américain.
Ses pièces ont été jouées à Broadway et à Off-Broadway. Pendant de nombreuses années, il a mis en scène une série de concerts pour le festival Encores! du New York City Center.